# Halobacteria
Classe
Classification phylogénétique
- Classe : Halobacteria
  - Ordre : Halobacteriales
    - Famille : Halobacteriaceae
      - Genre : Haladaptatus
      - Genre : Halalkalicoccus
      - Genre : Halarchaeum
      - Genre : Haloalcalophilium
      - Genre : Haloarchaeobius
      - Genre : Haloarcula
      - Genre : Halobacterium
      - Genre : Halobaculum
      - Genre : Halobellus
      - Genre : Halobiforma
      - Genre : Halococcus
      - Genre : Haloferax
      - Genre : Halogeometricum
      - Genre : Halogranum
      - Genre : Halolamina
      - Genre : Halomarina
      - Genre : Halomicrobium
      - Genre : Halonotius
      - Genre : Halopelagius
      - Genre : Halopenitus
      - Genre : Halopiger
      - Genre : Haloplanus
      - Genre : Haloquadratum
      - Genre : Halorhabdus
      - Genre : Halorientalis
      - Genre : Halorubellus
      - Genre : Halorubrum
      - Genre : Halorussus
      - Genre : Halosarcina
      - Genre : Halosimplex
      - Genre : Halostagnicola
      - Genre : Haloterrigena
      - Genre : Halovivax
      - Genre : Natrialba
      - Genre : Natrinema
      - Genre : Natronoarchaeum
      - Genre : Natronobacterium
      - Genre : Natronococcus
      - Genre : Natronolimnobius
      - Genre : Natronomonas
      - Genre : Natronorubrum
      - Genre : Salarchaeum
      - Genre : Salinarchaeum

Les Halobacteria, ou halobactéries, sont une classe d'archées de l'embranchement (phylum) des Euryarchaeota. Ce sont des microorganismes chimiohétérototrophes qui se développent dans des milieux saturés ou quasiment saturés en sels dissous, tels que les marais salants. Ces concentrations en sel leur sont nécessaires pour vivre, contrairement à d'autres organismes qui peuvent vivre sans et qualifiés d'« halotolérants ». On les qualifie d'halophiles, bien que cet adjectif s'applique également à des organismes qui requièrent des salinités moins élevées. On les trouve dans tous les environnements humides riches en matières organiques et en sels.
Le nom Halobacteria a été attribué à ces organismes avant que le domaine des archées ne soit identifié, à une époque où tous les procaryotes étaient considérés être des bactéries, d'où ce nom qui peut être trompeur. On les trouve parfois désignées sous le terme d’haloarchées pour les distinguer des bactéries halophiles.
Leur métabolisme peut être aérobie ou anaérobie. Leur membrane cellulaire présente une coloration pourpre caractéristique due à la bactériorhodopsine qui donne à leurs efflorescences des teintes rouges parfois violacées. La bactériorhodopsine capte la lumière du soleil afin de la convertir en énergie métabolique à travers la phosphorylation de l'ADP en ATP – ce phénomène n'a toutefois rien à voir à la photosynthèse. Les halobactéries possèdent également un autre pigment, l'halorhodopsine, qui pompe les ions chlorure à travers la membrane cellulaire et génère un gradient de concentration contribuant également à la production d'énergie métabolique. Ces archées sont cependant incapables de fixer le carbone inorganique, contrairement aux organismes photosynthétiques (il existe par ailleurs des archées capables de le faire (autotrophes), mais elle ne sont pas photosynthétiques).

## Liste des ordres
Selon NCBI (3 janv. 2011) :
- ordre Halobacteriales
- Halobacteriales incertae sedis

Selon World Register of Marine Species (3 janv. 2011) :
- ordre Halobacteriales